# 松尾英太郎
松尾 英太郎（まつお えいたろう、1980年8月8日 - ）は、日本の俳優。劇団スパイスガーデン所属。シリコン主催。
長崎県出身。

## 出演

### テレビドラマ
- 妄想姉妹〜文學という名のもとに〜 第8話（2009年、日本テレビ） - 美術教師 役
- ザ・クイズショウ（ゴールデン版）（2009年、日本テレビ） - AD 役（レギュラー）
- 偉人の来る部屋（2009年、TOKYO MX/tvk） - 那須与一 役（レギュラー）
- 深夜食堂 第5話（2009年、毎日放送/TBS） - ゴロー（青年期） 役
- TAXMEN 第5話（2010年、TOKYO MX/tvk） - ミュージシャン 役
- プロゴルファー花 第4話（2010年、ytv/日本テレビ）
- 宇宙犬作戦 第13話（2010年、テレビ東京） - メディカル星人・防護服の男 役
- ザ・ミュージックショウ（2011年、日本テレビ） - AD 役
- テンペスト（2011年、NHK BSプレミアム） - 儀間親雲上 役（レギュラー）
- 相棒のエピソード一覧 (season8-season13)#season10第15話「アンテナ」（2012年2月8日、テレビ朝日） - 佐々木真人 役
- コドモ警視（2013年、毎日放送/TBS） - 美術教師・東原圭一 役（レギュラー）
- 鉄神ガンライザーNEO（2014年、テレビ岩手） - 宮沢露伴 役（レギュラー）
- 鉄神ガンライザーNEO2（2015年、テレビ岩手） - 宮沢露伴 役（レギュラー）
- スペシャリスト 第4話（2016年、テレビ朝日）
- ストレンジャー〜バケモノが事件を暴く〜（2016年、テレビ朝日）
- 刑事7人（テレビ朝日）
  - （2016年） - スタッフ 役
  - （2017年） - 野村修一 役
  - （2019年） - 荒岩勇次 役
- 嫌われる勇気（2017年、フジテレビ） - 森下裕翔 役
- 刑事ゼロ（2019年、テレビ朝日） - 卯月仁史 役
- 弁護士ソドム 第2話（2023年、テレビ東京） - 検事 役

### ラジオドラマ
- FMシアター（NHK-FM）
  - 『アイニク憶えはありませんが』（2025年5月24日） - 桜庭信一 役、脚本[1]

### 映画
- GANTZ PERFECT ANSWER（2011年）
- シャッフル（2011年）
- テンペスト3D（2012年）

### 配信ドラマ
- 未来は今 第5話（2009年、Wii TV）
- 美しき日々よ 第2話（2009年、DOR@MO）
- 春休みの恋人（2011年、フジテレビ）
- 電報日和 第2話（2011年、フジテレビ）

### 舞台
- 文學青年（2011年10月7日 - 10日）
- TEAM NACS ニッポン公演「WARRIOR〜唄い続ける侍ロマン」（2012年3月30日 - 6月10日、赤坂ACTシアター他）
- 歳末明治座 る・フェア 〜年末だよ!みんな集合!!〜（2013年12月21日 - 24日/31日、明治座/NHK大阪ホール） - 和田義盛 役
- TEAM NACS 第16回公演「PARAMUSHIR〜信じ続けた士魂の旗を掲げて」（2018年2月3日 - 4月1日、TBS赤坂ACTシアター他）
- フルタ丸講談 vol.3「口車ダブルス」（2024年7月10日 - 14日、小劇場B1）[2]
- トローチ 第7回公演「夜明けのジルバ〜漫画喫茶殺人事件〜」（2025年2月23日 - 3月2日、赤坂RED/THEATER）[3]